# Список птиц Италии
Список птиц Италии включает около 540 видов, из которых 16 находятся под угрозой исчезновения, а 5 являются интродуцированными (Alectoris chukar, Phasianus colchicus, Francolinus erckelii, Myiopsitta monachus и Amandava amandava).

## Гагаровые—Gaviidae
- Краснозобая гагара — Gavia stellata
- Чернозобая гагара — Gavia arctica
- Полярная гагара — Gavia immer
- Белоклювая гагара — Gavia adamsii

## Поганковые—Podicipedidae
- Малая поганка — Tachybaptus ruficollis
- Серощёкая поганка — Podiceps grisegena
- Чомга — Podiceps cristatus
- Красношейная поганка — Podiceps auritus
- Черношейная поганка — Podiceps nigricollis

## Альбатросовые—Diomedeidae
- Странствующий альбатрос — Thalassarche exulans
- Чернобровый альбатрос — Thalassarche melanophris

## Буревестниковые—Procellariidae
- Южный гигантский буревестник — Macronectes giganteus
- Глупыш — Fulmarus glacialis
- Капский голубок — Daption capense
- Тайфунник Бульвера — Bulweria bulwerii
- Тайфунник Жуанэна — Bulweria fallax
- Средиземноморский буревестник — Calonectris diomedea
- Большой пестробрюхий буревестник — Puffinus gravis
- Серый буревестник — Puffinus griseus
- Обыкновенный буревестник — Puffinus puffinus
- Балеарский буревестник — Puffinus mauretanicus
- Левантский буревестник — Puffinus yelkouan
- Малый буревестник — Puffinus assimilis

## Качурковые—Hydrobatidae
- Качурка Вильсона — Oceanites oceanicus
- Британская качурка — Hydrobates pelagicus
- Северная качурка — Oceanodroma leucorhoa
- Вилохвостая качурка — Oceanodroma monorhis

## Пеликановые—Pelecanidae
- Розовый пеликан — Pelecanus onocrotalus
- Кудрявый пеликан — Pelecanus crispus

## Олушевые—Sulidae
- Северная олуша — Morus bassanus
- Бурая олуша — Sula leucogaster

## Баклановые—Phalacrocoracidae
- Большой баклан — Phalacrocorax carbo
- Хохлатый баклан — Phalacrocorax aristotelis
- Малый баклан — Phalacrocorax pygmaeus

## Цаплевые—Ardeidae
- Серая цапля — Ardea cinerea
- Рыжая цапля — Ardea purpurea
- Большая белая цапля — Ardea alba
- Береговая цапля — Egretta gularis
- Малая белая цапля — Egretta garzetta
- Жёлтая цапля — Ardeola ralloides
- Египетская цапля — Bubulcus ibis
- Обыкновенная кваква — Nycticorax nycticorax
- Малая выпь — Ixobrychus minutus
- Амурский волчок — Ixobrychus eurhythmus
- Большая выпь — Botaurus stellaris

## Аистовые—Ciconiidae
- Чёрный аист — Ciconia nigra
- Белый аист — Ciconia ciconia

## Ибисовые—Threskiornithidae
- Лесной ибис — Geronticus eremita
- Каравайка — Plegadis falcinellus
- Обыкновенная колпица — Platalea leucorodia

## Фламинговые—Phoenicopteridae
- Обыкновенный фламинго — Phoenicopterus roseus

## Утиные—Anatidae
- Лебедь-шипун — Cygnus olor
- Лебедь-кликун — Cygnus cygnus
- Американский лебедь — Cygnus columbianus
- Гуменник — Anser fabalis
- Короткоклювый гуменник — Anser brachyrhynchus
- Белолобый гусь — Anser albifrons
- Пискулька — Anser erythropus
- Серый гусь — Anser anser
- Белый гусь — Chen caerulescens
- Чёрная казарка — Branta bernicla
- Белощёкая казарка — Branta leucopsis
- Канадская казарка — Branta canadensis
- Краснозобая казарка — Branta ruficollis
- Огарь — Tadorna ferruginea
- Пеганка — Tadorna tadorna
- Мандаринка — Aix galericulata
- Свиязь — Anas penelope
- Американская свиязь — Anas americana
- Серая утка — Anas strepera
- Чирок-клоктун — Anas formosa
- Зеленокрылый чирок — Anas carolinensis
- Чирок-свистунок — Anas crecca
- Кряква — Anas platyrhynchos
- Шилохвость — Anas acuta
- Чирок-трескунок — Anas querquedula
- Синекрылый чирок — Anas discors
- Широконоска — Anas clypeata
- Мраморный чирок — Marmaronetta angustirostris
- Красноносый нырок — Netta rufina
- Красноголовый нырок — Aythya ferina
- Белоглазый нырок — Aythya nyroca
- Хохлатая чернеть — Aythya fuligula
- Морская чернеть — Aythya marila
- Обыкновенная гага — Somateria mollissima
- Гага-гребенушка — Somateria spectabilis
- Каменушка — Histrionicus histrionicus
- Морянка — Clangula hyemalis
- Синьга — Melanitta nigra
- Турпан — Melanitta fusca
- Обыкновенный гоголь — Bucephala clangula
- Луток — Mergellus albellus
- Длинноносый крохаль — Mergus serrator
- Большой крохаль — Mergus merganser
- Oxyura jamaicensis
- Савка — Oxyura leucocephala

## Скопиные—Pandionidae
- Скопа — Pandion haliaetus

## Ястребиные—Accipitridae
- Осоед — Pernis apivorus
- Дымчатый коршун — Elanus caeruleus
- Красный коршун — Milvus milvus
- Чёрный коршун — Milvus migrans
- Орлан-белохвост — Haliaeetus albicilla
- Бородач — Gypaetus barbatus
- Стервятник — Neophron percnopterus
- Белоголовый сип — Gyps fulvus
- Чёрный гриф — Aegypius monachus
- Змееяд — Circaetus gallicus
- Болотный лунь — Circus aeruginosus
- Полевой лунь — Circus cyaneus
- Степной лунь — Circus macrourus
- Луговой лунь — Circus pygargus
- Европейский тювик — Accipiter brevipes
- Перепелятник — Accipiter nisus
- Тетеревятник — Accipiter gentilis
- Канюк — Buteo buteo
- Курганник — Buteo rufinus
- Зимняк — Buteo lagopus
- Малый подорлик — Aquila pomarina
- Большой подорлик — Aquila clanga
- Каменный орёл — Aquila rapax
- Степной орёл — Aquila nipalensis
- Могильник — Aquila heliaca
- Беркут — Aquila chrysaetos
- Ястребиный орёл — Aquila fasciatus
- Орёл-карлик — Aquila pennatus

## Соколиные—Falconidae
- Степная пустельга — Falco naumanni
- Обыкновенная пустельга — Falco tinnunculus
- Кобчик — Falco vespertinus
- Амурский кобчик — Falco amurensis
- Чеглок Элеоноры — Falco eleonorae
- Дербник — Falco columbarius
- Чеглок — Falco subbuteo
- Ланнер — Falco biarmicus
- Балобан — Falco cherrug
- Шахин — Falco pelegrinoides
- Сапсан — Falco peregrinus

## Тетеревиные—Tetraonidae
- Тундряная куропатка — Lagopus muta
- Глухарь — Tetrao urogallus
- Тетерев-косач — Tetrao tetrix
- Рябчик — Bonasa bonasia

## Зубчатоклювые куропатки—Odontophoridae
- Виргинская американская куропатка — Colinus virginianus

## Фазановые—Phasianidae
- Европейская горная куропатка — Alectoris graeca
- Кеклик — Alectoris chukar
- Берберийская каменная куропатка — Alectoris barbara
- Рыжая горная куропатка — Alectoris rufa
- Турач — Francolinus francolinus
- Франколин Эркеля — Francolinus erckelii
- Серая куропатка — Perdix perdix
- Обыкновенный перепел — Coturnix coturnix
- Обыкновенный фазан — Phasianus colchicus

## Трёхперстковые—Turnicidae
- Африканская трёхперстка — Turnix sylvatica

## Журавлиные—Gruidae
- Журавль-красавка — Anthropoides virgo
- Серый журавль — Grus grus

## Пастушковые—Rallidae
- Водяной пастушок — Rallus aquaticus
- Коростель — Crex crex
- Малый погоныш — Porzana parva
- Погоныш-крошка — Porzana pusilla
- Погоныш — Porzana porzana
- Полосатый погоныш — Aenigmatolimnas marginalis
- Султанка — Porphyrio porphyrio
- Бронзовая султанка — Porphyrio alleni
- Малая султанка — Porphyrio martinica
- Камышница — Gallinula chloropus
- Хохлатая лысуха — Fulica cristata
- Лысуха — Fulica atra

## Дрофиные—Otididae
- Дрофа — Otis tarda
- Вихляй — Chlamydotis undulata
- Дрофа-красотка — Chlamydotis macqueenii
- Стрепет — Tetrax tetrax

## Кулики-сороки—Haematopodidae
- Кулик-сорока — Haematopus ostralegus

## Шилоклювковые—Recurvirostridae
- Ходулочник — Himantopus himantopus
- Шилоклювка — Recurvirostra avosetta

## Авдотковые—Burhinidae
- Авдотка — Burhinus oedicnemus

## Тиркушковые—Glareolidae
- Бегунок — Cursorius cursor
- Луговая тиркушка — Glareola pratincola
- Степная тиркушка — Glareola nordmanni

## Ржанковые—Charadriidae
- Пигалица — Vanellus vanellus
- Шпорцевый чибис — Vanellus spinosus
- Кречетка — Vanellus gregarius
- Белохвостая пигалица — Vanellus leucurus
- Бурокрылая ржанка — Pluvialis fulva
- Американская ржанка — Pluvialis dominica
- Золотистая ржанка — Pluvialis apricaria
- Тулес — Pluvialis squatarola
- Галстучник — Charadrius hiaticula
- Малый зуёк — Charadrius dubius
- Морской зуёк — Charadrius alexandrinus
- Большеклювый зуёк — Charadrius leschenaultii
- Каспийский зуёк — Charadrius asiaticus
- Хрустан — Charadrius morinellus

## Бекасовые—Scolopacidae
- Вальдшнеп — Scolopax rusticola
- Гаршнеп — Lymnocryptes minimus
- Азиатский бекас — Gallinago stenura
- Дупель — Gallinago media
- Обыкновенный бекас — Gallinago gallinago
- Длинноклювый американский бекасовидный веретенник — Limnodromus scolopaceus
- Большой веретенник — Limosa limosa
- Малый веретенник — Limosa lapponica
- Средний кроншнеп — Numenius phaeopus
- Тонкоклювый кроншнеп — Numenius tenuirostris
- Большой кроншнеп — Numenius arquata
- Длиннохвостый песочник — Bartramia longicauda
- Щёголь — Tringa erythropus
- Травник — Tringa totanus
- Поручейник — Tringa stagnatilis
- Большой улит — Tringa nebularia
- Желтоногий улит — Tringa flavipes
- Черныш — Tringa ochropus
- Фифи — Tringa glareola
- Мородунка — Xenus cinereus
- Обыкновенный перевозчик — Actitis hypoleucos
- Пятнистый перевозчик — Actitis macularia
- Камнешарка — Arenaria interpres
- Исландский песочник — Calidris canutus
- Песчанка — Calidris alba
- Малый песочник — Calidris pusilla
- Песочник-красношейка — Calidris ruficollis
- Кулик-воробей — Calidris minuta
- Белохвостый песочник — Calidris temminckii
- Песочник-крошка — Calidris minutilla
- Бэрдов песочник — Calidris bairdii
- Дутыш — Calidris melanotos
- Краснозобик — Calidris ferruginea
- Чернозобик — Calidris alpina
- Морской песочник — Calidris maritima
- Грязовик — Limicola falcinellus
- Канадский песочник — Tryngites subruficollis
- Турухтан — Philomachus pugnax
- Большой плавунчик — Phalaropus tricolor
- Круглоносый плавунчик — Phalaropus lobatus
- Плосконосый плавунчик — Phalaropus fulicarius

## Поморниковые—Stercorariidae
- Большой поморник — Stercorarius skua
- Средний поморник — Stercorarius pomarinus
- Короткохвостый поморник — Stercorarius parasiticus
- Длиннохвостый поморник — Stercorarius longicaudus

## Чайковые—Laridae
- Сизая чайка — Larus canus
- Чайка Одуэна — Larus audouinii
- Делавэрская чайка — Larus delawarensis
- Морская чайка — Larus marinus
- Бургомистр — Larus hyperboreus
- Полярная чайка — Larus glaucoides
- Серебристая чайка — Larus argentatus
- Клуша — Larus fuscus
- Восточная клуша — Larus heuglini
- Хохотунья — Larus cachinnans
- Средиземноморская чайка — Larus michahellis
- Черноголовый хохотун — Larus ichthyaetus
- Озёрная чайка — Larus ridibundus
- Морской голубок — Larus genei
- Черноголовая чайка — Larus melanocephalus
- Ацтекская чайка — Larus atricilla
- Малая чайка — Larus minutus
- Белая чайка — Pagophila eburnea
- Розовая чайка — Rhodostethia rosea
- Вилохвостая чайка — Xema sabini
- Обыкновенная моевка — Rissa tridactyla

## Крачковые—Sternidae
- Чайконосая крачка — Gelochelidon_nilotica
- Чеграва — Sterna caspia
- Бенгальская крачка — Sterna bengalensis
- Пестроносая крачка — Sterna sandvicensis
- Розовая крачка — Sterna dougallii
- Обыкновенная крачка — Sterna hirundo
- Полярная крачка — Sterna paradisaea
- Малая крачка — Sterna albifrons
- Тёмная крачка — Sterna fuscata
- Белощёкая болотная крачка — Chlidonias hybridus
- Белокрылая крачка — Chlidonias leucopterus
- Чёрная крачка — Chlidonias niger

## Чистиковые—Alcidae
- Люрик — Alle alle
- Тонкоклювая кайра — Uria aalge
- Гагарка — Alca torda
- Атлантический тупик — Fratercula arctica

## Рябковые—Pteroclidae
- Саджа — Syrrhaptes paradoxus
- Белобрюхий рябок — Pterocles alchata
- Пустынный рябок — Pterocles senegallus

## Голуби—Columbidae
- Сизый голубь — Columba livia
- Клинтух — Columba oenas
- Вяхирь — Columba palumbus
- Обыкновенная горлица — Streptopelia turtur
- Большая горлица — Streptopelia orientalis
- Кольчатая горлица — Streptopelia decaocto
- Малая горлица — Streptopelia senegalensis

## Попугаевые—Psittacidae
- Ожереловый попугай Крамера — Psittacula krameri
- Попугай-монах — Myiopsitta monachus

## Кукушковые—Cuculidae
- Хохлатая кукушка — Clamator glandarius
- Обыкновенная кукушка — Cuculus canorus
- Черноклювая кукушка — Coccyzus erythropthalmus
- Желтоклювая кукушка — Coccyzus americanus

## Сипуховые—Tytonidae
- Сипуха — Tyto alba

## Совиные—Strigidae
- Сплюшка — Otus scops
- Филин — Bubo bubo
- Серая неясыть — Strix aluco
- Длиннохвостая неясыть — Strix uralensis
- Воробьиный сыч — Glaucidium passerinum
- Домовый сыч — Athene noctua
- Мохноногий сыч — Aegolius funereus
- Ушастая сова — Asio otus
- Болотная сова — Asio flammeus

## Настоящие козодои—Caprimulgidae
- Красношейный козодой — Caprimulgus ruficollis
- Обыкновенный козодой — Caprimulgus europaeus
- Буланый козодой — Caprimulgus aegyptius

## Стрижиные—Apodidae
- Белобрюхий стриж — Tachymarptis melba
- Чёрный стриж — Apus apus
- Бледный стриж — Apus pallidus
- Малый стриж — Apus affinis

## Зимородковые—Alcedinidae
- Обыкновенный зимородок — Alcedo atthis

## Щурковые—Meropidae
- Зелёная щурка — Merops persicus
- Золотистая щурка — Merops apiaster

## Сизоворонковые—Coraciidae
- Сизоворонка — Coracias garrulus

## Удодовые—Upupidae
- Удод — Upupa epops

## Дятловые—Picidae
- Вертишейка — Jynx torquilla
- Малый пёстрый дятел — Dendrocopos minor
- Средний пёстрый дятел — Dendrocopos medius
- Белоспинный дятел — Dendrocopos leucotos
- Большой пёстрый дятел — Dendrocopos major
- Трёхпалый дятел — Picoides tridactylus
- Желна — Dryocopus martius
- Зелёный дятел — Picus viridis
- Седой дятел — Picus canus

## Жаворонковые—Alaudidae
- Чернохвостый вьюрковый жаворонок — Ammomanes cincturus
- Большой удодовый жаворонок — Alaemon alaudipes
- Степной жаворонок — Melanocorypha calandra
- Двупятнистый жаворонок — Melanocorypha bimaculata
- Белокрылый жаворонок — Melanocorypha leucoptera
- Чёрный жаворонок — Melanocorypha yeltoniensis
- Малый жаворонок — Calandrella brachydactyla
- Серый жаворонок — Calandrella rufescens
- Жаворонок Дюпона — Chersophilus duponti
- Хохлатый жаворонок — Galerida cristata
- Лесной жаворонок — Lullula arborea
- Полевой жаворонок — Alauda arvensis
- Рогатый жаворонок — Eremophila alpestris

## Ласточковые—Hirundinidae
- Береговушка — Riparia riparia
- Скалистая ласточка — Ptyonoprogne rupestris
- Деревенская ласточка — Hirundo rustica
- Рыжепоясничная ласточка — Cecropis daurica
- Городская ласточка — Delichon urbica

## Трясогузковые—Motacillidae
- Белая трясогузка — Motacilla alba
- Желтоголовая трясогузка — Motacilla citreola
- Жёлтая трясогузка — Motacilla flava
- Горная трясогузка — Motacilla cinerea
- Степной конёк — Anthus richardi
- Полевой конёк — Anthus campestris
- Лесной конёк — Anthus trivialis
- Луговой конёк — Anthus pratensis
- Краснозобый конёк — Anthus cervinus
- Береговой конёк — Anthus petrosus
- Горный конёк — Anthus spinoletta
- Американский конёк — Anthus rubescens

## Корольковые—Regulidae
- Желтоголовый королёк — Regulus regulus
- Красноголовый королёк — Regulus ignicapillus

## Свиристелевые—Bombycillidae
- Свиристель — Bombycilla garrulus

## Оляпковые—Cinclidae
- Оляпка — Cinclus cinclus

## Крапивниковые—Troglodytidae
- Крапивник — Troglodytes troglodytes

## Завирушковые—Prunellidae
- Альпийская завирушка — Prunella collaris
- Сибирская завирушка — Prunella montanella
- Лесная завирушка — Prunella modularis

## Дроздовые—Turdidae
- Пёстрый каменный дрозд — Monticola saxatilis
- Синий каменный дрозд — Monticola solitarius
- Сибирский дрозд — Zoothera sibirica
- Пёстрый дрозд — Zoothera dauma
- Малый дрозд — Catharus minimus
- Свэнсонов дрозд — Catharus ustulatus
- Белозобый дрозд — Turdus torquatus
- Чёрный дрозд — Turdus merula
- Оливковый дрозд — Turdus obscurus
- Краснозобый дрозд — Turdus ruficollis
- Рыжий дрозд — Turdus naumanni
- Рябинник — Turdus pilaris
- Белобровик — Turdus iliacus
- Певчий дрозд — Turdus philomelos
- Деряба — Turdus viscivorus

## Цистиколовые—Cisticolidae
- Веерохвостая цистикола — Cisticola juncidis

## Славковые—Sylviidae
- Широкохвостая камышовка — Cettia cetti
- Обыкновенный сверчок — Locustella naevia
- Речной сверчок — Locustella fluviatilis
- Соловьиный сверчок — Locustella luscinioides
- Тонкоклювая камышовка — Acrocephalus melanopogon
- Вертлявая камышовка — Acrocephalus paludicola
- Камышовка-барсучок — Acrocephalus schoenobaenus
- Индийская камышовка — Acrocephalus agricola
- Тростниковая камышовка — Acrocephalus scirpaceus
- Садовая камышовка — Acrocephalus dumetorum
- Болотная камышовка — Acrocephalus palustris
- Дроздовидная камышовка — Acrocephalus arundinaceus
- Бледная пересмешка — Hippolais pallida
- Средиземноморская пересмешка — Hippolais olivetorum
- Многоголосая пересмешка — Hippolais polyglotta
- Зелёная пересмешка — Hippolais icterina
- Пеночка-весничка — Phylloscopus trochilus
- Пеночка-теньковка — Phylloscopus collybita
- Светлобрюхая пеночка — Phylloscopus bonelli
- Восточная пеночка — Phylloscopus orientalis
- Пеночка-трещотка — Phylloscopus sibilatrix
- Бурая пеночка — Phylloscopus fuscatus
- Толстоклювая пеночка — Phylloscopus schwarzi
- Корольковая пеночка — Phylloscopus proregulus
- Пеночка-зарничка — Phylloscopus inornatus
- Тусклая пеночка — Phylloscopus humei
- Пеночка-таловка — Phylloscopus borealis
- Славка-черноголовка — Sylvia atricapilla
- Садовая славка — Sylvia borin
- Серая славка — Sylvia communis
- Славка-завирушка — Sylvia curruca
- Африканская пустынная славка — Sylvia deserti
- Ястребиная славка — Sylvia nisoria
- Певчая славка — Sylvia hortensis
- Славка Рюппеля — Sylvia rueppelli
- Рыжегрудая славка — Sylvia cantillans
- Средиземноморская славка — Sylvia melanocephala
- Очковая славка — Sylvia conspicillata
- Провансальская славка — Sylvia undata
- Сардинская славка — Sylvia sarda

## Мухоловковые—Muscicapidae
- Серая мухоловка — Muscicapa striata
- Мухоловка-пеструшка — Ficedula hypoleuca
- Мухоловка-белошейка — Ficedula albicollis
- Полуошейниковая мухоловка — Ficedula semitorquata
- Малая мухоловка — Ficedula parva
- Зарянка — Erithacus rubecula
- Восточный соловей — Luscinia luscinia
- Западный соловей — Luscinia megarhynchos
- Соловей-красношейка — Luscinia calliope
- Варакушка — Luscinia svecica
- Синехвостка — Tarsiger cyanurus
- Тугайный соловей — Cercotrichas galactotes
- Горихвостка-чернушка — Phoenicurus ochruros
- Обыкновенная горихвостка — Phoenicurus phoenicurus
- Белобровая горихвостка — Phoenicurus moussieri
- Луговой чекан — Saxicola rubetra
- Европейский чекан — Saxicola rubicola
- Белохвостая каменка — Oenanthe leucura
- Обыкновенная каменка — Oenanthe oenanthe
- Каменка-плешанка — Oenanthe pleschanka
- Испанская каменка — Oenanthe hispanica
- Пустынная каменка — Oenanthe deserti
- Каменка-плясунья — Oenanthe isabellina

## Толстоклювые синицы—Paradoxornithidae
- Усатая синица — Panurus biarmicus
- Пепельноголовая сутора — Paradoxornis alphonsianus

## Длиннохвостые синицы—Aegithalidae
- Длиннохвостая синица — Aegithalos caudatus

## Синицевые—Paridae
- Средиземноморская большая гаичка — Poecile lugubris
- Черноголовая гаичка — Poecile palustris
- Буроголовая гаичка — Poecile montana
- Московка — Periparus ater
- Хохлатая синица — Lophophanes cristatus
- Большая синица — Parus major
- Обыкновенная лазоревка — Cyanistes caeruleus
- Канарская лазоревка — Cyanistes teneriffae

## Поползневые—Sittidae
- Обыкновенный поползень — Sitta europaea

## Стенолазовые—Tichodromidae
- Краснокрылый стенолаз — Tichodroma muraria

## Пищуховые—Certhiidae
- Обыкновенная пищуха — Certhia familiaris
- Короткопалая пищуха — Certhia brachydactyla

## Ремезовые—Remizidae
- Обыкновенный ремез — Remiz pendulinus

## Иволговые—Oriolidae
- Обыкновенная иволга — Oriolus oriolus

## Сорокопутовые—Laniidae
- Обыкновенный жулан — Lanius collurio
- Рыжехвостый жулан — Lanius isabellinus
- Сибирский жулан — Lanius cristatus
- Серый сорокопут — Lanius excubitor
- Пустынный сорокопут — Lanius meridionalis
- Чернолобый сорокопут — Lanius minor
- Красноголовый сорокопут — Lanius senator

## Врановые—Corvidae
- Сойка — Garrulus glandarius
- Сорока — Pica pica
- Кедровка — Nucifraga caryocatactes
- Клушица — Pyrrhocorax pyrrhocorax
- Альпийская галка — Pyrrhocorax graculus
- Галка — Corvus monedula
- Грач — Corvus frugilegus
- Чёрная ворона — Corvus corone
- Ворон — Corvus corax
- Серая ворона — Corvus cornix

## Скворцовые—Sturnidae
- Розовый скворец — Pastor roseus
- Обыкновенный скворец — Sturnus vulgaris
- Чёрный скворец — Sturnus unicolor

## Астрильдовые—Estrildidae
- Тигровый астрильд — Amandava amandava

## Виреоновые—Vireonidae
- Красноглазый виреон — Vireo olivaceus

## Овсянковые—Emberizidae
- Обыкновенная овсянка — Emberiza citrinella
- Белошапочная овсянка — Emberiza leucocephalos
- Огородная овсянка — Emberiza cirlus
- Горная овсянка — Emberiza cia
- Красноухая овсянка — Emberiza cioides
- Садовая овсянка — Emberiza hortulana
- Красноклювая овсянка — Emberiza caesia
- Овсянка-крошка — Emberiza pusilla
- Овсянка-ремез — Emberiza rustica
- Дубровник — Emberiza aureola
- Черноголовая овсянка — Emberiza melanocephala
- Желчная овсянка — Emberiza bruniceps
- Камышовая овсянка — Emberiza schoeniclus
- Просянка — Emberiza calandra
- Пестрогрудая овсянка — Passerella iliaca
- Лапландский подорожник — Calcarius lapponicus
- Пуночка — Plectrophenax nivalis

## Трупиаловые—Icteridae
- Рисовая птица — Dolichonyx oryzivorus

## Вьюрковые—Fringillidae
- Зяблик — Fringilla coelebs
- Юрок — Fringilla montifringilla
- Щур — Pinicola enucleator
- Обыкновенная чечевица — Carpodacus erythrinus
- Клёст-сосновик — Loxia pytyopsittacus
- Клёст-еловик — Loxia curvirostra
- Белокрылый клёст — Loxia leucoptera
- Обыкновенная зеленушка — Carduelis chloris
- Чечётка — Carduelis flammea
- Чиж — Carduelis spinus
- Черноголовый щегол — Carduelis carduelis
- Горная чечётка — Carduelis flavirostris
- Коноплянка — Carduelis cannabina
- Канареечный вьюрок — Serinus serinus
- Лимонный вьюрок — Serinus citrinella
- Корсиканский вьюрок — Serinus corsicanus
- Снегирь — Pyrrhula pyrrhula
- Обыкновенный дубонос — Coccothraustes coccothraustes
- Чечевичник-трубач — Bucanetes githaginea

## Воробьиные—Passeridae
- Домовый воробей — Passer domesticus
- Испанский воробей — Passer hispaniolensis
- Полевой воробей — Passer montanus
- Каменный воробей — Petronia petronia
- Снежный вьюрок — Montifringilla nivalis